# Lepisma saccharina
Lepisma saccharina (Linnaeus, 1758)  noto anche come pesciolino d'argento, argentino o acciughina è un insetto lucifugo, veloce e privo di ali;  sinantropico e molto diffuso nelle abitazioni umane.
L'aspetto del corpo dell'insetto, argenteo e oblungo, giustifica il suo nome comune. Il nome scientifico, invece, è legato al fatto che questo insetto si nutre di carboidrati come lo zucchero o gli amidi. Appartiene all'ordine Zygentoma o Thysanura. Possono essere talvolta confusi con un'altra specie con abitudini e aspetto molto simili, la Thermobia domestica, che però preferisce ambienti più caldi, come forni di panetterie.

## Descrizione
Il corpo del pesciolino d'argento è allungato e sottile. Ha due antenne molto lunghe e sensibili, e tre lunghi cerci posteriori, anch'essi con funzione tattile. Il corpo (esclusi antenne e cerci) può arrivare a circa 10 millimetri di lunghezza. Il colore metallico del corpo deriva da scaglie argentee che si formano dopo la terza muta.

## Biologia
A seconda delle condizioni di vita, un pesciolino d'argento diventa completamente adulto in un tempo variabile fra quattro mesi e tre anni. A temperatura ambiente (21-23 °C, 69-73 F°) diventa adulto entro un anno. Può vivere da due a otto anni, e può mutare fino a circa otto volte in tutto e fino a circa quattro volte in un anno. A una temperatura compresa fra 25 e 30 gradi, la femmina depone circa un centinaio di uova, preferibilmente in ambienti riparati come fessure o crepe. I pesciolini d'argento non possono riprodursi in ambienti freddi e secchi.

### Alimentazione
Il cibo preferito del pesciolino d'argento sono le sostanze che contengono amido o polisaccaridi come la destrina usata negli adesivi: l'insetto ama quindi la colla e derivati latticini zuccherini, le rilegature dei libri, le foto, i francobolli, lo zucchero e la polvere. Non disdegna neppure cotone, lino, seta, insetti morti o persino la sua stessa exuvia (la pelle persa nella muta). In caso non trovi altro cibo, il pesciolino d'argento può arrivare a rovinare capi in pelle (cinture, scarpe) o indumenti in fibra sintetica. Tuttavia, può restare senza cibo per mesi senza soffrirne.

### Riproduzione
A causa delle abitudini notturne dei pesciolini d'argento, il loro comportamento sessuale è stato scoperto solo di recente. Per tutto il processo dell'accoppiamento, il maschio e la femmina corrono tutt'in giro. Il maschio depone una spermatofora, una capsula di seme coperta da filamenti simili a quelli di una ragnatela o di un bozzolo. La femmina trova la capsula e la raccoglie, dando luogo a una "inseminazione indiretta".

### Predatori
Il principale nemico del pesciolino d'argento è la Forficula auricularia, anche nota come "tenaglietta" o "forbicina" o "tagliaforbici" per le appendici posteriori, simili a delle pinze, che vengono usate durante l'accoppiamento.
Un altro suo importante predatore, con cui tra l'altro condivide l'habitat domiciliare, è la Scutigera coleoptrata.

## Distribuzione e habitat

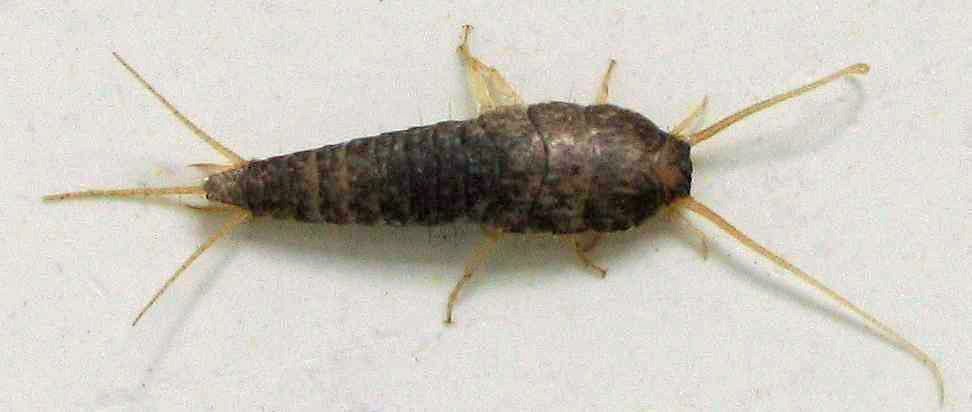
Un pesciolino d'argento (Lepisma saccharina) senza le caratteristiche scaglie argentee, che appariranno dopo la terza muta

I pesciolini d'argento sono piuttosto comuni nelle dimore umane. Si trovano spesso, fra l'altro, dietro i quadri, sotto i frigoriferi, nei bagni ben riscaldati, nelle fessure e nelle crepe delle tegole. Amano rosicchiare libri, tappezzerie e tessuti. 

## Disinfestazione

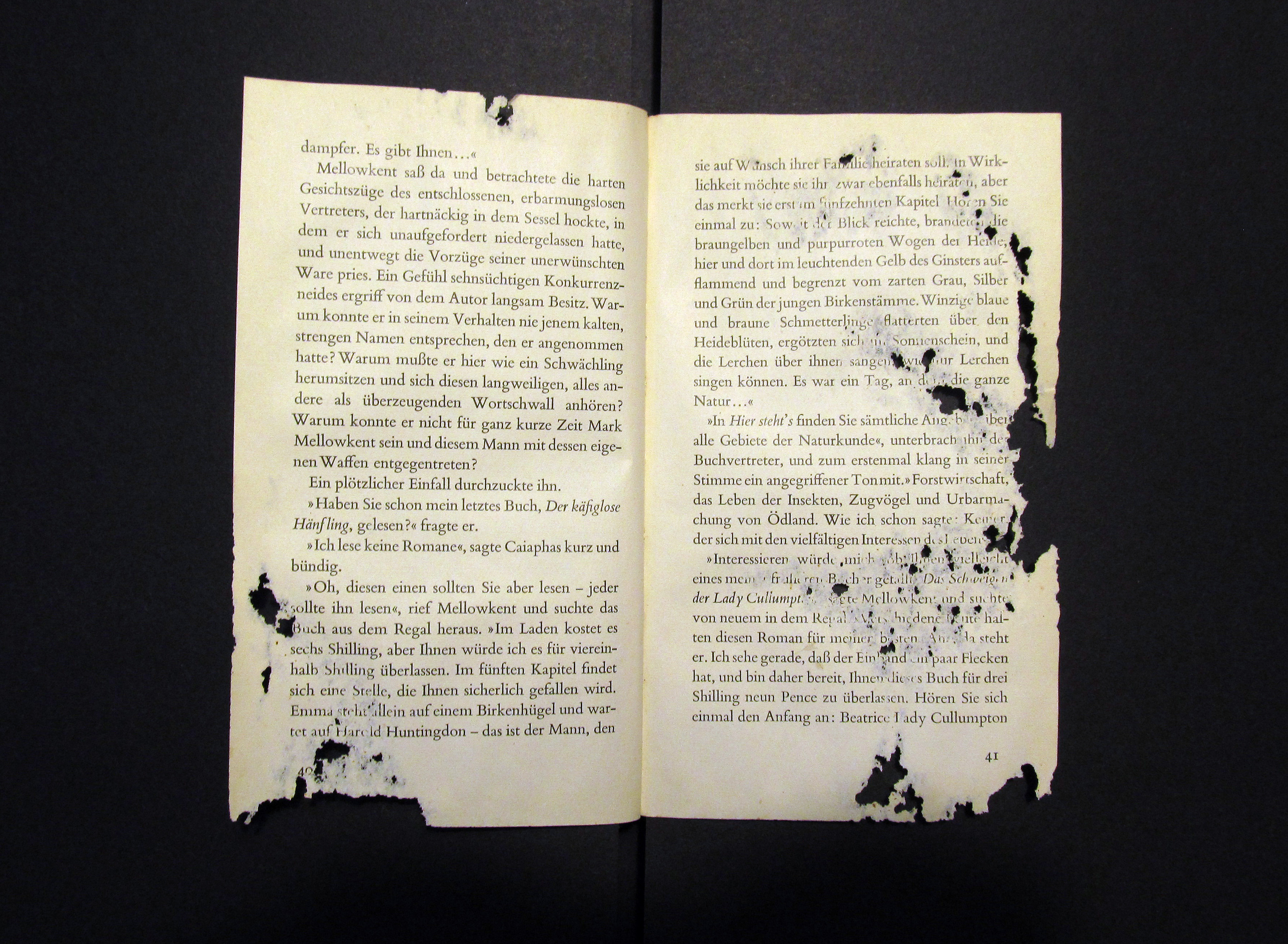
Pagine di un libro danneggiato dai pesciolini d'argento

I pesciolini d'argento non sono pericolosi per gli esseri umani, ma possono provocare danni considerevoli al patrimonio librario e ai documenti cartacei in generale, arrivando a distruggere grosse porzioni dei fogli di carta, con conseguente perdita del testo. Negli edifici, i pesciolini d'argento sopravvivono solo in presenza di umidità e di fessure in cui nascondersi; quindi in caso di infestazione è buona pratica eliminare, dove possibile, tali criticità.
Il metodo più comune per eliminare un'infestazione è l'utilizzo di insetticidi piretroidi come i derivati della permetrina. Metodi alternativi (ma di dubbia efficacia) sono: collocare alcune gocce di olio essenziale di menta piperita, citronella, o soluzioni a base di ammoniaca nei punti critici; per allontanarli da fogli, libri e raccoglitori, è sufficiente inserire tra essi alcune foglie di alloro da cucina, anche spezzettate nell'armadio e nei cassetti, sostituendo le vecchie foglie con altre nuove ogni 6 mesi circa; per lo stesso fine è possibile utilizzare anche le foglie di ginkgo biloba o le infiorescenze della lavanda, racchiudendole in una reticella e sostituendole con altre nuove ogni 6 mesi circa.
Per catturare i pesciolini d'argento si usano miscele 1:1 di borace e zucchero come esca; spruzzare dell'intonaco su uno strofinaccio umido e bianco lasciandolo per tutta la notte in un angolo vicino alla loro tana. Un'altra tecnica consiste nel lasciare nei pressi della tana degli insetti, sempre di notte, una patata grattugiata, la mattina dopo la patata può essere gettata via insieme ai pesciolini che vi saranno rimasti.
L'insetto quando viene sottoposto a basse dosi di CO2 impiega circa 3 ore per riprendere pienamente le sue attività.